# Avaste
Avaste – wieś w Estonii, w prowincji Rapla, w gminie Vigala.
W pobliżu wsi pomiędzy rokiem 1975 a 1985 wybudowano lotnisko z betonowym pasem startowym o długości 400 m. Używane było głównie do działań związanych z rolnictwem. Obecnie jest opuszczone i zamknięte dla wszelkiego ruchu.